# Miekkailija
Miekkailija (Engels: The Fencer; Estisch: Vehkleja) is een Fins-Duits-Estse film uit 2015 onder regie van Klaus Härö en gebaseerd op het waargebeurde verhaal van de Estische schermer Endel Nelis.

## Verhaal
Een jonge schermer Endel Nelis, arriveert in Haapsalu, Estland vanuit Leningrad op de vlucht voor de Russische geheime politie. Hij vindt er werk als leraar lichamelijke opvoeding in de plaatselijke school en richt een sportclub op, waar hij de studenten schermlessen geeft. De schooldirecteur keurt dit af en gaat op zoek in Endels verleden. Schermen wordt een vorm van zelfexpressie voor de kinderen, van wie er wegens de Russische bezetting veel wees geworden zijn. Endel wordt voor hen een rolmodel en vaderfiguur. De kinderen willen graag deelnemen in een nationaal schermtornooi in Leningrad, waardoor Endel voor een moeilijke keuze komt te staan.

## Rolverdeling
| Acteur           | Personage         |
| ---------------- | ----------------- |
| Märt Avandi      | Endel Nelis       |
| Ursula Ratasepp  | Kadri             |
| Hendrik Toompere | Schooldirecteur   |
| Lembit Ulfsak    | Jaan’s grootvader |
| Kirill Käro      | Aleksei           |

## Prijzen en nominaties
De belangrijkste
| Jaar | Prijs        | Categorie               | Genomineerde(n)         | Uitslag                       |
| ---- | ------------ | ----------------------- | ----------------------- | ----------------------------- |
| 2016 | Golden Globe | Beste buitenlandse film | Beste buitenlandse film | Uitreiking op 10 januari 2016 |

## Productie
De film werd geselecteerd als Finse inzending voor de beste niet-Engelstalige film voor de 88ste Oscaruitreiking.